# 郑州中学
郑州中学是一所位于河南省郑州市郑州高新技术开发区的完全中学，是河南省示范性普通高中。郑州中学在2016年中国内地高中美国留学排行榜上位居第三十四。 

## 历史
郑州中学成立于1997年9月，由郑州市政府和郑州高新技术开发区管理委员会共同投资兴建。建校时，郑州中学是一所公办中学。1999年6月，学校进行改革，成为河南省第一所“公办民助”式中学，同时被省教育厅确定为河南省教育改革试点单位。学校实行全封闭寄宿制，学生由学校后勤部统一管理。1999年10月，国际文凭组织批准郑州中学成为国际文凭世界学校。高正起为郑州中学现任校长。
2022年十月，时任郑州中学副校长宋占国因贪污停职，现时任郑州中学副校长为李兰